# Blod och ära
Blod och ära (eng. Blood and Honour) är ett löst sammanhållet nätverk som distribuerar vit makt-musik. 
Begreppet går tillbaka till det nazistiska slagordet Vårt blod är vår ära och anknyter även delvis till den så kallade vänsternazismen (strasserism) som var populär inom nynazistiska kretsar på 1970- och 1980-talet. Namnet används även för en sporadiskt utkommande tidning i England som heter Blood and Honour och är starkt knuten till den brittiske nynazisten Ian Stuart Donaldson. Svenska avgreningar av tidningen har funnits till och från, då under namnet Blod och ära.